# Pierre Toutain-Dorbec
Pierre Toutain-Dorbec es un  escultor, pintor, fotógrafo, autor y editor francés, nacido el 16 de abril de 1951 en Orbec.

## Datos biográficos
Pierre se crio en Orbec, Normandía y París. Su familia se movía entre París y Orbec para acomodarse a la educación de Pierre y a la carrera de su madre. Su formación artística comenzó en el entorno familiar; sus padres le proveyeron de la instrucción en técnicas tradicionales de dibujo, pintura y escultura. Su abuelo, Gabriel, fue fotógrafo durante la Primera Guerra Mundial y su tío Jean fue también fotógrafo y artista. El padre de Pierre, Jacques, fue un conocido experto y diseñador textil, dedicado también a la pintura. Su madre, Francoise Fontaine, fue músico profesional y cantante de ópera. De su tío, Pierre recibió formación como fotógrafo y procesado fílmico. Toutain-Dorbec recibió la influencia del vecino de su padre, el pintor figurativo francés Pierre Laffille (1938–2011), amistad que mantuvieron de por vida. A los 16 años, Toutain-Dorbec asistió a la Académie de la Grande Chaumière, una renombrada escuela de arte en París, donde recibió una educación clásica en las artes plásticas. Mientras asistía a la escuela de arte, Toutain-Dorbec complementó su educación artística trabajando como asistente con el aclamado fotógrafo alemán Wilhem Maywald, que residía cerca de la escuela.
A finales de 1968, con el apoyo de su familia, Toutain-Dorbec dejó su casa para seguir una carrera como fotógrafo. Comenzó su carrera como fotógrafo en Vietnam. Desde 1968 hasta 1995 Pierre trabajó como corresponsal de guerra, tanto para las agencias de información Gamma y Sygma, como fotógrafo free lance.